# Mark Robertson
Mark Robertson (Melrose, 31 de dezembro de 1984) é um jogador de rugby sevens escocês, medalhista olímpico. 
Curiosamente, foi em sua cidade natal de Melrose onde foi criado a modalidade rugby sevens. Ela está situada no coração do rugby escocês, a Scottish Border, região de pequenos vilarejos cujas baixas populações dificultavam a formação de equipes de quinze jogadores, formato clássico do rugby union.

## Carreira
Mark Robertson integrou o elenco da Seleção Britânica de Rugbi de Sevens, na Rio 2016, conquistando a medalha de prata.